# Edgar Gold
Pour les articles homonymes, voir Gold.
Edgar Gold, né en 1934 à Hambourg, est un avocat australien et canadien, auteur et capitaine de la marine marchande. C'est un expert très en vue dans le domaine du droit maritime international ainsi que du développement des politiques environnementales.

## Biographie
Il est né à Hambourg, Allemagne, et réside ensuite en Australie en 1952 puis à Halifax, Nouvelle-Écosse en 1967. Il a obtenu un baccalauréat en arts et un baccalauréat en droit de l'Université Dalhousie. Il a également obtenu un doctorat en droit maritime international de l'Université du Pays de Galles. Il a été accepté au Barreau de la Nouvelle-Écosse en 1973. Il a été nommé au Conseil de la Reine en 1995.
Il travaille 16 ans dans la marine marchande. Il rejoint la Faculté de droit de l'Université de Dalhousie en 1975, il en était le professeur de droit de 1975 à 1994 et de 1984 à 1996, il en était le professeur des ressources et des études environnementales. Il est un des membres fondateurs du programme des lois maritimes et environnementales de l'Université de Dalhousie. Depuis 2000 il est professeur adjoint a l'école de lois, T.C. Beirne à l'Université du Queensland à Brisbane, en Australie.
En 1997, il a été fait membre de l'Ordre du Canada
En 2005, il fut nommé membre de l'Ordre d'Australie "pour ses services rendus en droit maritime et la protection de l'environnement en tant que développeur et conseiller politique, et pour son rôle académique et son implication dans les organisations maritimes internationales"